# 列麦乡
列麦乡（藏語：གཉལ་སྨད，威利转写：gnyil smad），是中华人民共和国西藏自治区山南市隆子县下辖的一个乡镇级行政单位。

## 行政区划
列麦乡下辖以下地区：
列麦村、列堆村、西徒村、洋秀村、玉巴村、聂荣俄村和当来木村。